# Caim (demônio)

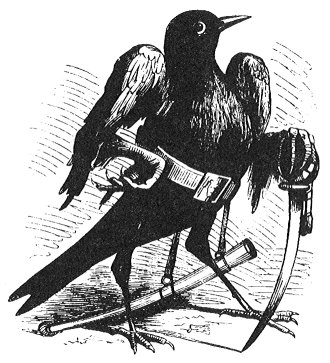
Caim, por Collin de Plancy do Dictionnaire infernal.

Caim é, apenas e simplesmente, uma prestação do gaélico bíblico, "Caim e Abel", que aparece em uma variação do sensacional genealógico de Dardano de Troia que, no contexto de Lebor Bretnach, na recensão da compilação da Média língua Irlandesa, chamada História dos Bretões, conhecido no século IX como a versão por Nênio. Lebor Bretnach, muito modificara a genealogia dada em Nênio, fazendo mais cedo, as correções de fontes e traçar a linha, através de Ham em vez de Japheth e não, com mais nomes espúrios como:
Dardain m. Ioib m. Sadoirn m. Peil m. Palloir m. Zorastres m. Mesraim m. Caim.
Nas regiões de língua predominantemente galesa do País de Gales, Gwynedd, (Dyfed e Ynys Mon), Cain, Caio, Caim e Cail, são comuns os nomes próprios para o sexo masculino. Estes nomes são derivados de um antigo nome Galês "Cai", que é registada no livro de folclore galês chamado o Mabinogion.

## Na demonologia
De Caim, autor de homicídio, transferido para o inferno, por escritores cristãos logo desde cedo, muito pode ser elaborado, conforme as diferentes imaginações, desde que deixem de ter acesso as bibliotecas.
Na demonologia, Caim, aparece no Ars Goetia, a primeira parte da Chave Menor de Salomão, como o Grande Presidente do Inferno, tendo sob seu comando, trinta legiões de demônios. Muitos detalhes são: ele é um bom opositor, dá a compreensão aos homens, as vozes das aves, bois, cães e outras criaturas, e do barulho das águas, também dá respostas certas, relativamente aos acontecimentos que estão por vir.
Ele é retratado no século XIX e no século XX, ilustrações ocultistas, que aparece sob a forma de um pássaro negro chamado Turdídeos, mas, logo que ele muda de forma para um homem, tem uma espada afiada na sua mão. Ao responder às perguntas, ao mesmo tempo, parece estar em queimar cinzas ou carvão.
O título «Presidente» do inferno poderia sugerir um paralelo com o presidente de uma faculdade oficial ou convocação, que dos quais, são os únicos termos pré-modernos usados. Outros autores, consideram Caim um 'príncipe' do inferno e descrevem-no como um homem rico e usar roupas elegantes, bem como a cabeça e asas de um Melro-preto.
No diretório da demonologia, dar uma etimologia da suposta palavra latina ' Chamos ',' Chamus ", diz-se que o nome dado a Baal Peor, é possivelmente corrompido do Hebraico 'Chium', um apelido dado a vários Assírios e deuses babilônicos. A epigrafia não confirma esta etimologia.

## Na tradição Céltica
Na cultura pré-cristã celta do País de Gales, Escócia e Irlanda, incluindo o Mabinogion, "Caim" era um espírito protetor. A introdução do cristianismo nestas regiões, deram origem ao abandono ou diabolização da tradicional celta e espíritos druidas ou sua incorporação precoce no culto cético cristão.
No caso de Caim, na Escócia, "Caim" o espírito protetor Celta, se tornou "Caim", uma oração de proteção, No País de Gales, Caim foi e continua a ser nos nossos dias, um nome comum para o sexo masculino, o que significa amddiffynydd (Welsh/Galês "protector").